# Danne Hoffmann
Danne Hoffmann, vormals auch Danne Suckel, (* 16. Oktober 1968 in Ost-Berlin) ist eine deutsche Schauspielerin.

## Leben
Danne Hoffmann ist die Tochter der Schauspielerin Uta Schorn und des Schauspielers Tim Hoffmann (1943–2015). Sie absolvierte von 1989 bis 1991/92 ihr Schauspielstudium an der Hochschule für Musik und Theater „Felix Mendelssohn Bartholdy“ in Leipzig. Ihr Studium beendete sie vorzeitig und war 1992 für ein Jahr Mitglied im Schauspielstudio Halle.
Von Intendant Peter Sodann wurde sie anschließend ab der Spielzeit 1992/93 als festes Ensemblemitglied am neuen theater Halle engagiert, dem sie bis 2020 angehörte. Zu ihren Rollen dort gehörten u. a. Kunigunde von Thurneck in Das Käthchen von Heilbronn (Premiere: Spielzeit 1994/95, Regie: Vadim Glowna), Claire Zachanassian in Der Besuch der alten Dame (Premiere: Spielzeit 1997/98, Regie: Hansjörg Utzerath, mit Hilmar Eichhorn als Alfred Ill), Lady Milford in Kabale und Liebe (Premiere: Spielzeit 2006/07, Regie: Enrico Lübbe), Charlotte von Stein in Ein Gespräch im Hause Stein über den abwesenden Herrn von Goethe (Premiere: Spielzeit 2006/07, Regie: Frieder Venus), Irina Nikolayevna Arkadina in Die Möwe (Premiere: Spielzeit 2006/07, Regie: Christoph Werner), die Lady Macbeth in Macbeth (Premiere: Spielzeit 2009/10, Regie: Herbert Fritsch) und Karin Thimm in Die bitteren Tränen der Petra von Kant (Premiere: Spielzeit 2011/12, Regie: Maik Priebe)
Außerdem spielte sie dort zahlreiche Rollen, auch Männerrollen, in Lustspielen und Komödien, mit denen sie beim Hallenser Publikum große Erfolge hatte, wie den Eugen Rümpel in Pension Schöller (Regie: Frieder Venus), die Mutti in Das Haus in Montevideo (Regie: Herbert Fritsch) und Emanuela Striese in Der Raub der Sabinerinnen (Premiere: Spielzeit 2008/09, Regie: Herbert Fritsch).
In der Spielzeit 2013/14 wirkte sie an der Oper Halle in der musikalischen Tragikomödie Ewig jung mit. Im März/April 2014 spielte sie am Neuen Theater Halle die Rolle der Krebspatientin Miki in der deutschsprachigen Erstaufführung des Musicals Happy Ending von Anat Gov. In der Spielzeit 2014/15 (Premiere: Mai 2015) übernahm sie am Neuen Theater Halle die Rolle der Blanche DuBois in Endstation Sehnsucht (Regie: Andreas Rehschuh), an der Seite von Alexander Gamnitzer als Stanley Kowalski. Von Februar 2015 bis Juni 2016 spielte sie am Opernhaus Halle die Rolle der Miss Bell in dem Musical Fame (Regie: Henriette Hörnigk).
In der Spielzeit 2015/16 hatte sie im Mai 2016 am Neuen Theater Halle Premiere mit dem Stück Der nackte Wahnsinn von Michael Frayn in der Rolle der Dotty Otley (Mrs. Clackett). In der Spielzeit 2015/16 war sie am Neuen Theater Halle als Awdotja Romanowna Raskolnikowa (Dunja) in Schuld und Sühne (Premiere: Februar 2016) zu sehen.
Gelegentlich übernahm Hoffmann auch Filmrollen. In der Fernsehserie In aller Freundschaft war sie in den ersten Jahren der Erfolgsserie in zwei Episodenrollen zu sehen: 1999 als ehemalige Krankenschwester und junge Mutter und 2002 als Ehefrau, deren Mann nach einer Lungenembolie stirbt. In dem Kinofilm Bibi Blocksberg und das Geheimnis der blauen Eulen (2004) hatte sie eine Nebenrolle als Frau Jahn. Später folgten Episodenrollen in den Serien Krimi.de (2005–2007) und Familie Dr. Kleist (2008). 
In dem Kinofilm Als wir träumten (2015), ein Film über eine Leipziger Jungenclique (bestehend aus Dani, Rico, Mark und Paul) in der frühen Nachwendezeit, spielte sie die Mutter von Mark (Joel Basman). In der 17. Staffel der ZDF-Serie SOKO Leipzig (2017) war Hoffmann in einer Episodennebenrolle zu sehen; sie spielte die evangelische Pfarrerin Katja Böddener, die gemeinsam mit dem Leipziger Imam zu einem Friedensgebet gegen Gewalt aufruft.
Hoffmann arbeitet auch als Schauspieldozentin und als Schauspielcoach. Neben ihrer Schauspieltätigkeit ist sie außerdem als Sprecherin für Hörspiele (u. a. im Radio-Tatort) und in der Werbung tätig. Im September 2011 trat sie bei einer Lesung mit Harry Rowohlt, Robert Stadlober, Henning Peker und Thomas Ebermann im Conne Island auf.

## Filmografie (Auswahl)
- 1994: Wenn alle Deutschen schlafen (Fernsehfilm)
- 1996: Zerrissene Herzen (Fernsehfilm)
- 1999: In aller Freundschaft (Fernsehserie; Folge: Bittere Entscheidung)
- 2000: Für alle Fälle Stefanie (Fernsehserie; Folge: Tod auf Raten)
- 2002: Liebesau – Die andere Heimat (TV-Miniserie)
- 2002: In aller Freundschaft (Fernsehserie; Folge: Spiel mit dem Feuer)
- 2004: Bibi Blocksberg und das Geheimnis der blauen Eulen (Kinofilm)
- 2005–2007: Krimi.de (Fernsehserie; Serienrolle)
- 2006: SOKO Leipzig (Fernsehserie; Folge: Glaubenskrieger)
- 2008: Familie Dr. Kleist (Fernsehserie; Folge: Heimlichkeiten)
- 2015: Als wir träumten (Kinofilm)
- 2017: SOKO Leipzig (Fernsehserie; Folge: Aus der Hölle)